# David Neeleman
David Gary Neeleman (São Paulo, 16 de outubro de 1959) é um empresário brasilo-americano.
David Neeleman é o fundador das companhias aéreas estadunidenses JetBlue Airways, Morris Air, da canadense WestJet e da brasileira Azul Linhas Aéreas. A partir de 16 de novembro de 2017 passou a ter também uma participação de 32% na companhia aérea francesa Aigle Azur.

## Biografia

### Juventude
Nascido na capital paulista, onde o seu pai trabalhava como um correspondente da UPI. David tinha cinco anos quando a sua família voltou aos Estados Unidos.
Ele é descendente de neerlandeses e de norte-americanos.

### Trajetória como um empresário

#### AJetBlue Airways
A sua companhia JetBlue Airways foi fundada em 24 de agosto de 1998, e conseguiu crescer sem parar mesmo durante a maior crise da história da aviação norte-americana.
Enquanto o setor amargava perdas conjuntas de US$20 bilhões (mais do que todo o lucro obtido nos últimos 50 anos), a JetBlue conseguiu lucros operacionais cobrando as tarifas mais baixas dos Estados Unidos.

#### AAzul Linhas Aéreas
Em 27 de março de 2008, David oficialmente anunciou seus planos de lançar uma nova companhia aérea no Brasil, e um concurso foi aberto para a eleição de um novo nome para ela. Ao fim do concurso, o nome escolhido para batizar a empresa aérea foi "Samba" mas achou melhor Azul e assim foi. O primeiro participante que sugeriu "Samba" assim como o que deu esse nome de Azul ganhou bilhetes gratuitos vitalícios para ele mesmo e mais um acompanhante.
Inicialmente, David planejava usar apenas aeronaves brasileiras a exemplo do Embraer 195. Como a documentação para a criação da nova empresa leva muito tempo para ser concluída, o empresário não descartou a possibilidade de comprar ou se aliar a uma pequena empresa regional brasileira para agilizar o processo, pois pretendia iniciar suas operações até o fim daquele mesmo ano.

#### AVigzul
Em outubro de 2013, David anunciou o lançamento da empresa Vigzul em sociedade com seu irmão mais jovem Mark Neeleman.
A empresa tem seu foco no fornecimento de sistemas e serviços de monitoramento residencial e comercial. Os recursos de investimento foram aportados pelo fundo de private equity Peterson Partners, que também exerce participação na Azul.

#### TAP Air Portugal
Em 11 de junho de 2015, o consórcio Gateway com David em parceria com Humberto Pedrosa do Grupo Barraqueiro, foi o vencedor da corrida à privatização da TAP Air Portugal, assumindo o controle de 45% do capital da companhia de bandeira portuguesa. O consórcio Gateway é constituído pela sociedade HPGB, SGPS, S.A. e pela DGN Corporation.
A operação obteve a aprovação da Comissão Europeia, pelo que todas as questões legais como por exemplo, o impedimento de que companhias aéreas com sede na União Europeia sejam controladas em mais de 50% por proprietário não europeu não foi colocado em causa, visto ser o português Humberto Pedrosa o controlador da maioria do capital da TAP Air Portugal.
Neeleman deixou de fazer parte do capital da TAP em 2020, reflexo da restauração da companhia necessária para a obtenção da ajuda financeira dos fundos europeus destinados aos negócios diretamente afetados pela pandemia de COVID-19. 
Aigle Azur
No fim de 2017, David Neeleman comprou da Weaving Group a participação na companhia aérea francesa Aigle Azur.

## Mais ricos
Em 2016, a revista Forbes listou David entre os 70 maiores bilionários do Brasil.

## Polêmica e ofensas recebidas
O governador do Rio de Janeiro Sérgio Cabral Filho, que opunha-se à abertura do Aeroporto Santos-Dumont a voos de longa distância além da Ponte aérea Rio-São Paulo (que começaram a ser operados pela Azul Linhas Aéreas após a companhia receber autorização da ANAC) chamou David de "gringo, lobista e mentiroso". Hoje, Sergio Cabral está preso por crimes cometidos ao poder público.